# Слідами монстра-селери
«Слідами монстра-селери» (англ. Stalk of the Celery або англ. Stalk of the Celery Monster) — один з перших мультиплікаційних фільмів, знятих американським режисером Тімом Бертоном під час навчання в Каліфорнійському інституті мистецтв. Мультфільм знятий на 8-мм плівку і повністю намальований олівцями. Тривалий час вважався втраченим. Фрагменти мультфільму вперше показані в 2006 році на іспанському телебаченню.

## Сюжет
За фрагментами, які було продемонстровано на іспанському телебаченні, цей мультфільм розповідає про нелюдські експерименти кровожерливого дантиста Максвела Пейна та його вразливого помічника над пацієнтами. Максвел катує жінку, потім кличе монстра, який вдає жахливий крик. Потім Максвел вишукує в коридорі нову жертву. Він зупиняє свій погляд на іншій жінці, яка починає несамовите кричати.
Причому, якщо сцени в приймальні доктора виконані в кольорі, то сцени всередині кабінету доктора постають, як і в багатьох фільмах Бертона («Вінсент», «Франкенвіні», «Ед Вуд» тощо), властивому німецьким кіно-експресіоністам, чорно-білому рішенні.

## Цікаві факти
- Персонажі фільму говорять з вигаданим Бертоном акцентом, перемежовуючи англійські слова з навмисно нерозбірливою промовою.
- Уціліла 35-мм копія фільму знаходиться в бібліотеці Конгресу США.
- Друзі Тім Бертон і Бретт Томпсон були прийняті на роботу в компанію Волта Діснея завдяки тому, що мультфільм побачили боси студії Діснея.
- Ім'я головного героя Максвелл Пейн (англ. Maxwell Payne) — омофона від англійського «pain» — біль.